# Loenen (Stichtse Vecht)

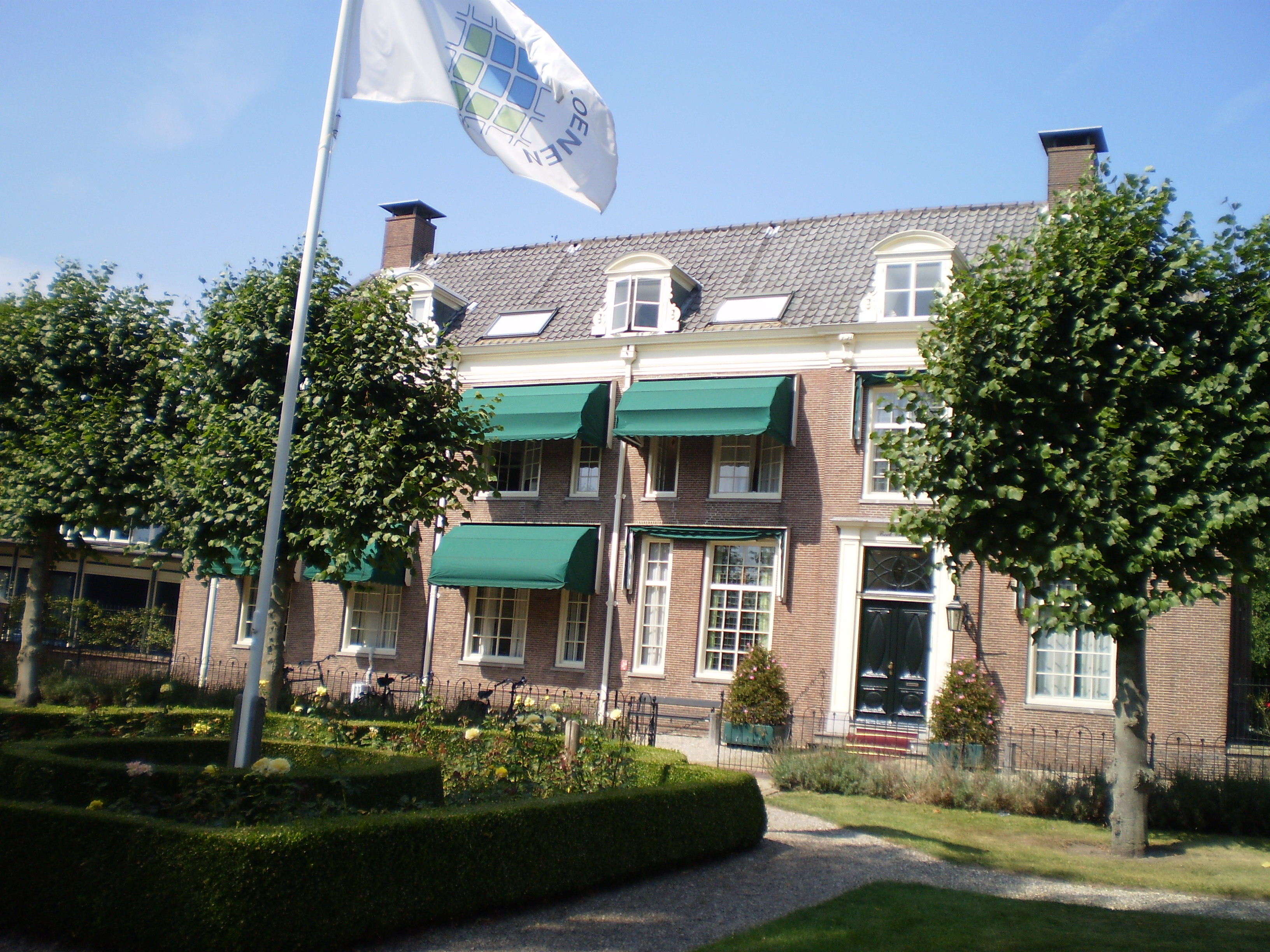
Beek en Hof, voormalig gemeentehuis van Loenen

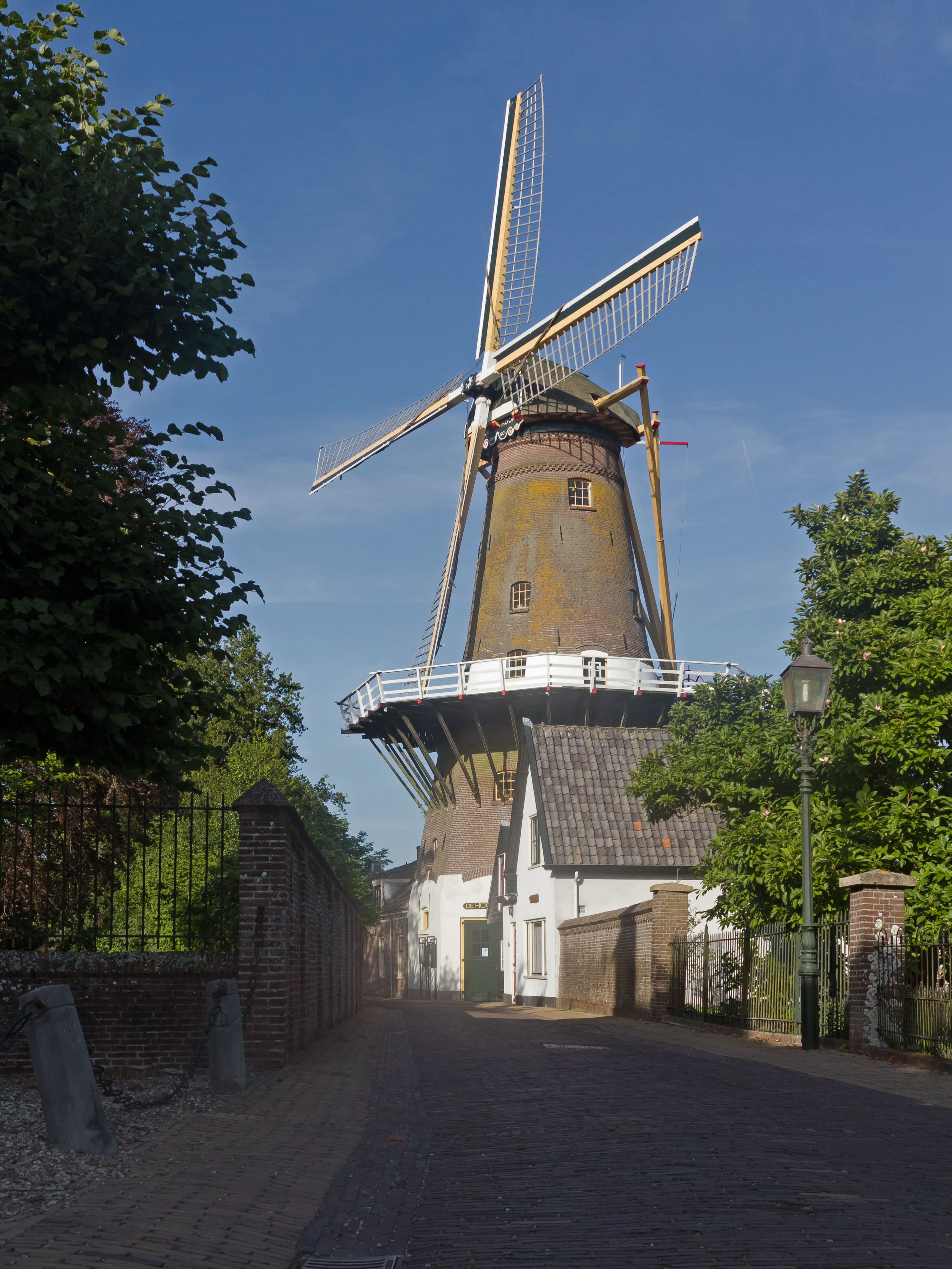
Loenen, korenmolen De Hoop

Loenen (uitspraakⓘ) is een voormalige gemeente in de Vechtstreek in de Nederlandse provincie Utrecht. De gemeente telde 8.295 inwoners (1 juli 2006, bron: CBS) en had een oppervlakte van 27,32 km² (waarvan 8,70 km² water). De hoofdplaats was Loenen aan de Vecht. In 2011 werd de gemeente Loenen samengevoegd met de gemeente Breukelen en de gemeente Maarssen tot de nieuwe gemeente Stichtse Vecht.

## Kernen
Op het moment van de samenvoeging met Breukelen en Maarssen in 2011 bestond de gemeente Loenen uit de kernen:
- Loenen aan de Vecht (gemeentehuis)

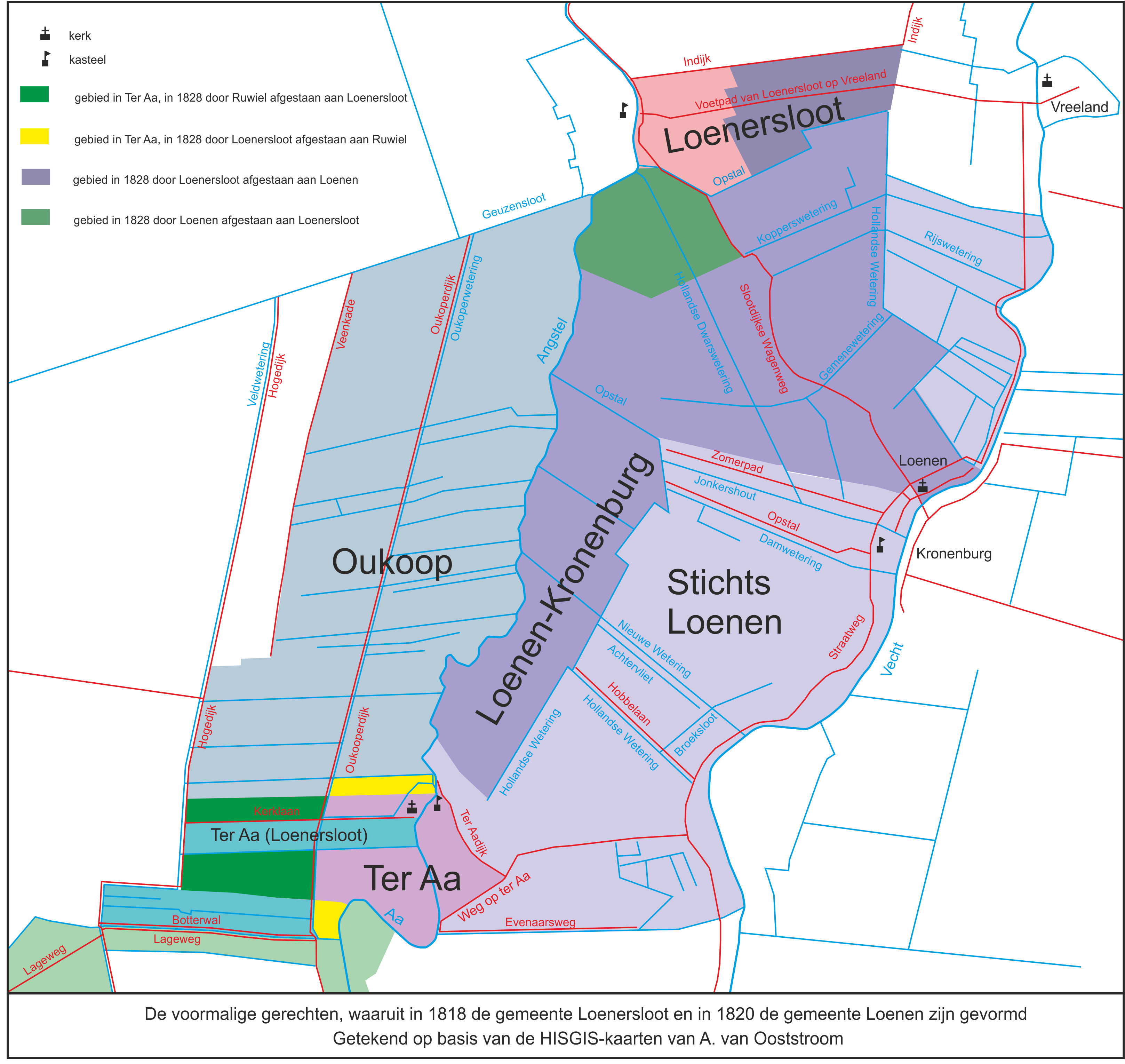

- Loenersloot
- Nieuwersluis
- Nigtevecht
- Vreeland

En de buurtschap:
- Kerklaan

## Geschiedenis
De dorpskernen markeerden min of meer de grens tussen Fries en Frankisch gebied en later die tussen de Utrechtse en de Hollandse gebieden.
Bij decreet van Napoleon van 21 oktober 1811 werden per 1 januari 1812 de volgende gerechten verenigd tot één gemeente Loenen, in het Kanton Loenen, in het Zuiderzeedepartement.:
- Loenen-Kronenburg (Hollands)
- Loenen-Nieuwersluis, ook wel Loenen-Statengerecht genoemd (Stichts)
- Loenersloot-Oukoop-Ter Aa
- Breukelerwaard
- Mijnden

Bij Koninklijk Besluit van 1 mei 1817 werd de samengevoegde gemeente weer gesplitst in twee afzonderlijke gemeenten, dit in verband met het herstel van de oude provinciegrenzen.
- Loenen-Kronenburg, bestaande uit de voormalige gerechten Loenen -Kronenburg en Mijnden
- Stichts Loenen, bestaande uit de voormalige gerechten Stichts Loenen, Loenersloot-Oukoop-Ter Aa en Breukelerwaard.

Op 1 januari 1818 werd Loenersloot-Oukoop-Ter Aa weer een zelfstandige gemeente onder de naam Loenersloot en Breukelerwaard werd bij de nieuw gevormde gemeente Ruwiel gevoegd. Op 1 oktober 1819 ging de gemeente Loenen-Kronenberg van de provincie Holland over aan de provincie Utrecht, waarna Mijnden bij de gemeente Loosdrecht werd gevoegd (wet van 19 mei 1819) en Loenen-Kronenburg bij Stichts Loenen. In 1828 vond een gebiedsruil plaats met de gemeente Loenersloot, zodat er een landverbinding ontstond tussen Loenersloot en Oukoop.
De gemeente Loenen, zoals die sinds 1819 bestond, werd begrensd door de gemeenten Loosdrecht, Vreeland, Loenersloot, Ruwiel en Breukelen-Nijenrode.
In 1952 vond een grenswijziging plaats met Loosdrecht waarbij de Loosdrechtse gebiedsdelen aan de westkant van de Loosdrechtse plassen, Oud Over en Mijnden, bij Loenen kwamen.
Met ingang van 1 april 1964 werd Vreeland als zelfstandige gemeente opgeheven en samen met Loenersloot (althans het dorp) bij de gemeente Loenen gevoegd.
Bij een dreigende herindeling in 1981 werd op 15 november "Loenen Vrijstaat" uitgeroepen. De vrijstaat werd door actievoerende bewoners uitgeroepen, en de volgende dag weer opgeheven. De actie tegen de voorgenomen herindeling van gedeputeerde staten van Utrecht kwam vrijdagavond op gang met de afzetting van burgemeester Mulder van Loenen en de bezetting van het gemeentehuis. Zaterdagmorgen volgde barricadering van alle toegangswegen naar Loenen. Passanten dienden tolgelden te betalen. Nadat de bevolking het nieuwe volkslied "Loenen aan de Vecht, de Parel van de Vecht" had gezongen, werden zaterdagmiddag de barricades weer afgebroken en het gemeentehuis ontruimd.
In 1989 is de laatste wijziging van gemeentegrenzen geweest. Met ingang van 1 januari 1989 werd Nigtevecht als zelfstandige gemeente opgeheven en bij Loenen gevoegd. Vanaf 1989 bestond Loenen toen uit vijf dorpskernen. De gemeente Loenen telde tevens totaal 5 beschermde gezichten binnen haar grenzen.
Per 1 januari 2011 zijn de voormalige gemeenten Breukelen, Loenen en Maarssen samengevoegd tot de nieuwe gemeente Stichtse Vecht.

## Verkeer en vervoer
Hoewel Loenen langs de spoorlijn Amsterdam-Utrecht lag, was het de enige gemeente die geen station had op dit traject. Tot 1953 was er bij Nieuwersluis een station waar tot 1913 zelfs alle treinen, ook internationale, stopten; een koppige landeigenaar had dit weten te bedingen bij de verkoop van zijn grond aan de spoorwegen. Ook is er een Station Vreeland geweest.

## Zetelverdeling gemeenteraad
Hieronder staat de samenstelling van de gemeenteraad vanaf 1998.
| CDA                             | 4  | 4  | 3  |
| VVD                             | 3  | 3  | 2  |
| PvdA                            | 2  | 2  | 3  |
| Streekbelang-NigtevechtPlus     | 2  | 2  | -  |
| D66                             | 2  | 2  | -  |
| Streekbelang-NigtevechtPlus-D66 | -  | -  | 3  |
| Het Vechtse Verbond             | -  | -  | 2  |
| Totaal                          | 13 | 13 | 13 |

## Eindnoten
1. ↑  Aantal inwoners Loenen (2014) - stadindex.nl. Gearchiveerd op 28 september 2022.
2. 1 2 3 4 5  Fenna Brouwer, Vechtkroniek, ISSN 1568-4164; nr. 1 (dec. 1994), pp. 6-20.
3. ↑  W.A.G. Perks, Geschiedenis van de gemeentegrenzen in de provincie Utrecht (z.j)
4. ↑  Ad van der Meer, etc, Repertorium van Nederlandse Gemeenten vanaf 1812 (2011)